# National Register of Historic Places

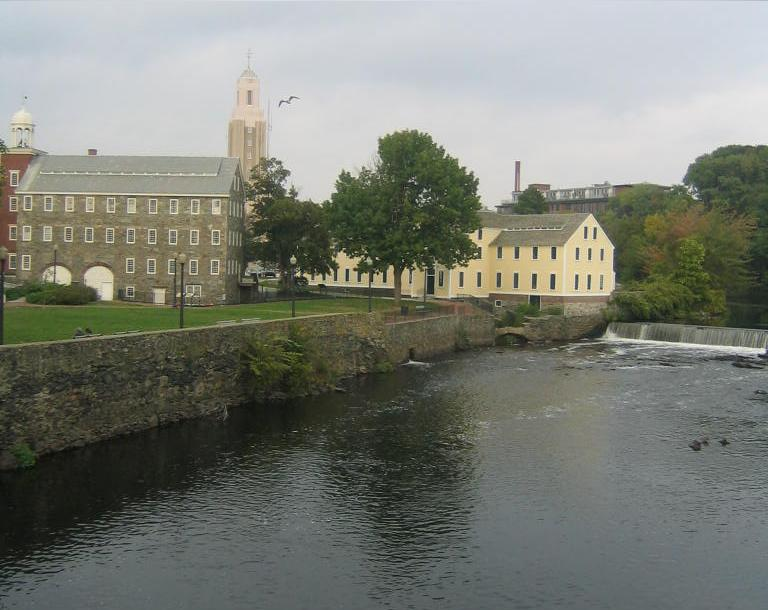
Il vecchio mulino Slater, un distretto storico a Pawtucket nel Rhode Island, è stata la prima proprietà inserita nel registro nazionale il 13 novembre 1966.

Il National Register of Historic Places (in italiano: registro nazionale dei luoghi storici) è l'elenco ufficiale del governo degli Stati Uniti dei distretti, siti, edifici, strutture e oggetti ritenuti meritevoli di conservazione per il loro significato storico. Un bene iscritto nel registro nazionale, o situato all'interno di un distretto storico del registro nazionale, può beneficiare di incentivi fiscali pari all'importo delle spese sostenute per preservare la proprietà.
Il registro è stato istituito nel 1966 dalla legge nazionale sulla preservazione storica (National Historic Preservation Act, NHPA) che ha definito anche i criteri e la procedura per l'iscrizione dei beni. Ogni anno vengono inseriti nel registro circa 30.000 beni, sia come parte di complessi o distretti sia come singoli elementi.
Per gran parte della sua storia il registro nazionale è stato gestito dal National Park Service (NPS), un'agenzia del Dipartimento degli Interni degli Stati Uniti. I suoi obiettivi sono di supporto a singoli proprietari di immobili o lobby, come per il National Trust for Historic Preservation, di coordinazione, identificazione e protezione dei siti storici presenti negli Stati Uniti. Sebbene le liste del registro nazionale siano per lo più simboliche, hanno l'utilità di offrire incentivi finanziari ai proprietari dei beni tutelati. Durante il processo di candidatura di un bene al registro nazionale, questo viene sottoposto a valutazione secondo quattro criteri, la cui applicazione però è stata oggetto di critiche sia da parte di esperti del settore della conservazione che dalla politica e dall'opinione pubblica.
Dell'elenco fanno parte anche alcuni siti storici esterni al territorio statunitense, ma ad esso collegati (come la legazione americana a Tangeri). I beni possono essere registrati sotto diverse forme, come proprietà individuali, distretti storici e sottoscrizioni multiproprietarie (MPS). Sono presenti cinque categorie principali di classificazione per i beni a seconda del tipo di proprietà: edificio, struttura, sito, oggetto e distretto. Il registro nazionale dei distretti storici comprende aree geografiche costituite da proprietà di tipo contributivo e non contributivo. Possono essere inseriti automaticamente nel registro beni che sono gestiti dal National Park Service come i monumenti storici nazionali (NHL), i siti storici nazionali (National Historic Site, NHS), i parchi storici nazionali, i parchi militari nazionali (campi di battaglia), i memoriali nazionali e alcuni monumenti nazionali.

## Storia e descrizione

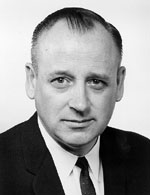
George B. Hartzog Jr., direttore del National Park Service dal 8 gennaio 1964, fino al 31 dicembre 1972

Il 15 ottobre 1966, la legge nazionale sulla preservazione storica ha istituito il registro nazionale dei luoghi storici e i corrispettivi uffici di conservazione storica dello stato (State Historic Preservation Office, SHPO). Inizialmente, il registro nazionale comprendeva i monumenti storici nazionali progettati prima della creazione del registro, nonché qualsiasi altro sito storico appartenente al sistema dei parchi nazionali. L'approvazione dell'atto, che fu modificato nel 1980 e nel 1992, ha rappresentato la prima volta in cui gli Stati Uniti abbiano adottato una politica di conservazione storica su larga scala. La legge del 1966 imponeva a tali agenzie di lavorare in collaborazione con gli uffici statali e un'agenzia federale indipendente, il consiglio di consulenza per la conservazione storica (Advisory Council on Historic Preservation, ACHP), per contrastare gli effetti delle attività federali sulla conservazione storica.

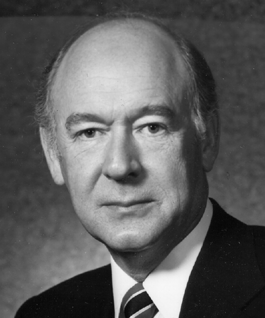
Il segretario degli Interni degli Stati Uniti (1977 – 1981) Cecil D. Andrus ha ritirato il registro nazionale dalla giurisdizione del National Park Service nel 1978

Il segretario degli Interni degli Stati Uniti, Cecil D. Andrus (in carica dal 1977 al 1981), ha destituito il registro nazionale dalla giurisdizione del National Park Service nel 1978.
Per amministrare il nuovo registro nazionale dei luoghi storici, il National Park Service del dipartimento degli Interni degli Stati Uniti, gestito dal direttore George B. Hartzog Jr., ha istituito una divisione amministrativa denominata Ufficio di archeologia e conservazione storica (Office of Archeology and Historic Preservation, OAHP). Hartzog incaricò l'ufficio di creare il programma del registro nazionale richiesto dalla legge del 1966. Ernest Connally è stato il primo direttore dell'ufficio. All'interno di quest'ultimo sono state create nuove divisioni che interagissero con il registro nazionale. La divisione gestì diversi programmi esistenti, tra cui l'indagine sui siti storici (Historic Sites Survey) e l'indagine sugli edifici storici americani, e non per ultimi, il nuovo registro nazionale e il fondo per la conservazione storica.
Il primo detentore del registro ufficiale fu William J. Murtagh, storico dell'architettura. Durante i primi anni di attività del registro tra la fine degli anni '60 e l'inizio degli anni '70, l'organizzazione era lenta e gli uffici statali erano poco spaziosi, a corto di personale e sotto-finanziati. Tuttavia, il fondo di conservazione storica riceveva ancora finanziamenti per sovvenzionare i proprietari di immobili in elenco, soprattutto per le case museo e gli edifici istituzionali, ma in seguito anche per le strutture commerciali.
Qualche anno dopo, nel 1979, i programmi di storia dell'NPS affiliati sia al sistema dei parchi nazionali degli Stati Uniti sia al registro nazionale vennero classificati formalmente in due "consigli direttivi secondari". Furono istituiti il consiglio direttivo per l'archeologia e la conservazione storica e il consiglio direttivo per la conservazione storica dei parchi. Dal 1978 al 1981, la principale agenzia per il National Register era il Servizio di conservazione e ricostruzione del patrimonio (HCRS) del dipartimento degli Interni degli Stati Uniti.
Nel febbraio 1983, i due vicedirettori furono riuniti per promuovere l'efficienza e il riconoscimento di interdipendenza dei loro programmi. A dirigere questo nuovo consiglio direttivo associato appena costituito fu scelto Jerry L. Rogers. È stato descritto come un abile amministratore, sensibile alla necessità del servizio nazionale dei parchi di lavorare con gli uffici statali di conservazione, le università e le amministrazioni locali.
Sebbene non fosse descritto in dettaglio nella legge del 1966, gli uffici alla fine divennero parte integrante del processo di catalogazione delle proprietà nel registro nazionale. Le modifiche del 1980 della legge del 1966 definirono ulteriormente le responsabilità di questi uffici relative al registro nazionale. Diverse modifiche alla legge emendate nel 1992 hanno aggiunto una categoria al registro nazionale, nota come proprietà delle culture tradizionali: quelle proprietà frequentate dai nativi americani o hawaiani.
Il registro nazionale dei luoghi storici si è ampliato considerevolmente dalla sua introduzione legislativa del 1966. Nel 1986, i cittadini e le lobby hanno proposto 3 263 separazioni di beni, siti e distretti per l'inserimento nel registro nazionale, per un totale di 75 000 separazioni. Delle oltre un milione di proprietà registrate, 80 000 sono elencate individualmente; le rimanenti sono beni contribuenti all'interno dei distretti storici.

## Processo di candidatura
(49 USC 303)
Ogni individuo può preparare una candidatura per il registro nazionale, sebbene spesso ci siano storici e consulenti della conservazione storica adibiti ad espletare questa mansione. La candidatura è costituita da un modulo standard e contiene informazioni di base sulla condizione fisica di una proprietà e sul tipo di valore intrinseco di un edificio, di una struttura, di un oggetto, di un sito o distretto. L'ufficio di conservazione storica dello stato riceve le candidature al registro nazionale e fornisce feedback all'individuo o al gruppo che hanno sottoscritto la candidatura. Dopo una revisione preliminare, l'ufficio invia ogni candidatura alla commissione di revisione storica dello stato, che quindi stabilisce se il funzionario statale per la conservazione storica debba inviare la candidatura al detentore del registro nazionale. Per qualsiasi proprietà non appartenente alla federazione, solo il funzionario statale per la conservazione può designare ufficialmente una proprietà all'elenco del registro nazionale. Dopo che la candidatura è idonea per l'iscrizione al registro nazionale da parte dell'ufficio statale, la nomina viene inviata al National Park Service, che decide se approvare o rifiutare la candidatura. Se approvata, la proprietà viene iscritta ufficialmente al registro nazionale dei luoghi storici dal detentore del registro. I proprietari vengono informati della candidatura durante la revisione da parte dell'ufficio nazionale e dalla commissione di revisione storica dello stato. Se un proprietario, o nel caso di un quartiere storico, la maggioranza dei proprietari, si oppone ad una candidatura per una proprietà privata, la proprietà non può essere inserita nel registro nazionale dei luoghi storici.

### Criteri

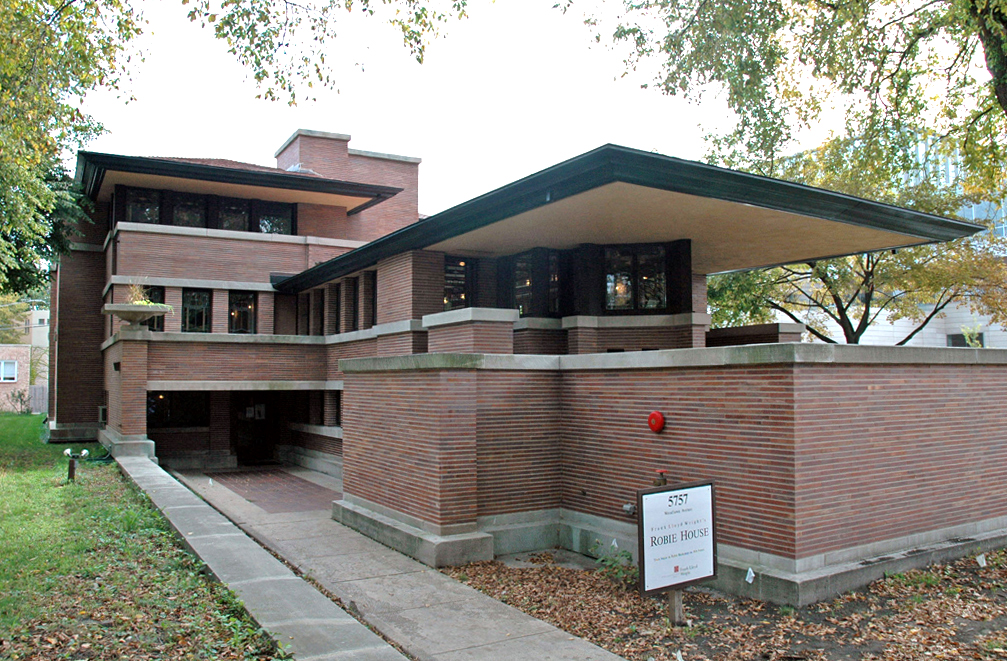
La Robie House, progettata da Frank Lloyd Wright, è un esempio di proprietà idonea inserita secondo il criterio C.

Affinché una proprietà sia idonea, deve soddisfare almeno uno dei quattro criteri principali del registro nazionale. Informazioni riguardanti gli stili architettonici, il nesso con i vari aspetti della storia sociale, del commercio e della proprietà sono parte integrante di una candidatura. Ogni candidatura contiene una sezione narrativa che fornisce una descrizione fisica dettagliata della proprietà e giustifica il motivo per cui è storicamente significativa per la storia locale, statale o nazionale. I quattro criteri del registro nazionale dei luoghi storici sono i seguenti:
- Criterio A – "Evento", la proprietà deve dare un contributo al filo logico principale della storia americana.
- Criterio B – "Persona", ha un nesso con persone significative del passato americano.
- Criterio C – "Progettazione / Costruzione", riguarda le caratteristiche distintive dell'edificio per quanto riguarda la sua architettura e costruzione, tra cui possedere un grande valore artistico o essere il lavoro di un maestro.
- Criterio D – "Potenziale di informazione", è soddisfatto se la proprietà ha raccolto o potrebbe raccogliere informazioni importanti in favore della storia passata o futura.[16]

I criteri vengono applicati in modo diverso a seconda dei tipi di proprietà; ad esempio, le proprietà marittime hanno linee guida per l'applicazione diverse da quelle degli edifici.

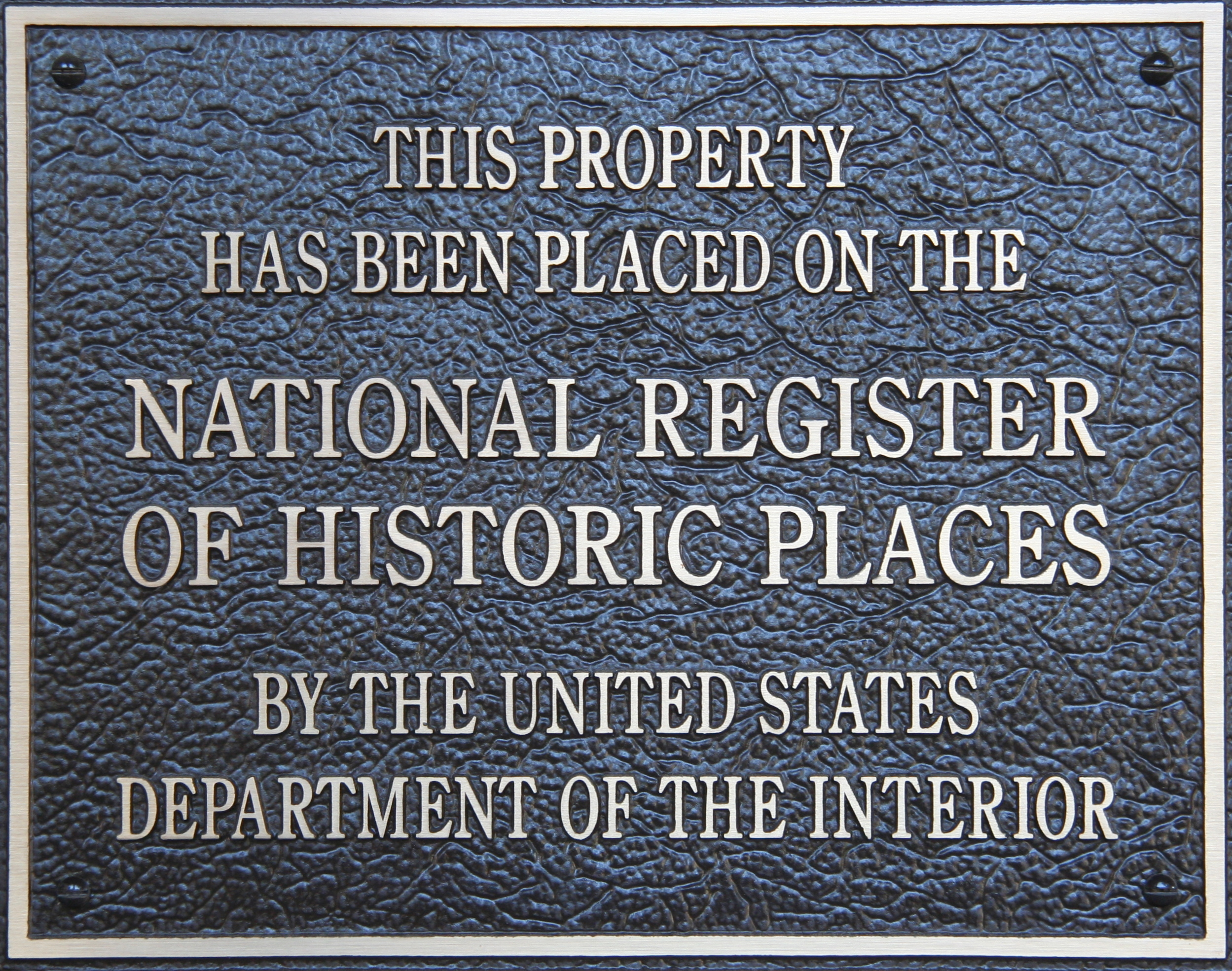
Tipica placca che si trova affissa sulle proprietà presenti nell'elenco del National Register of Historic Places

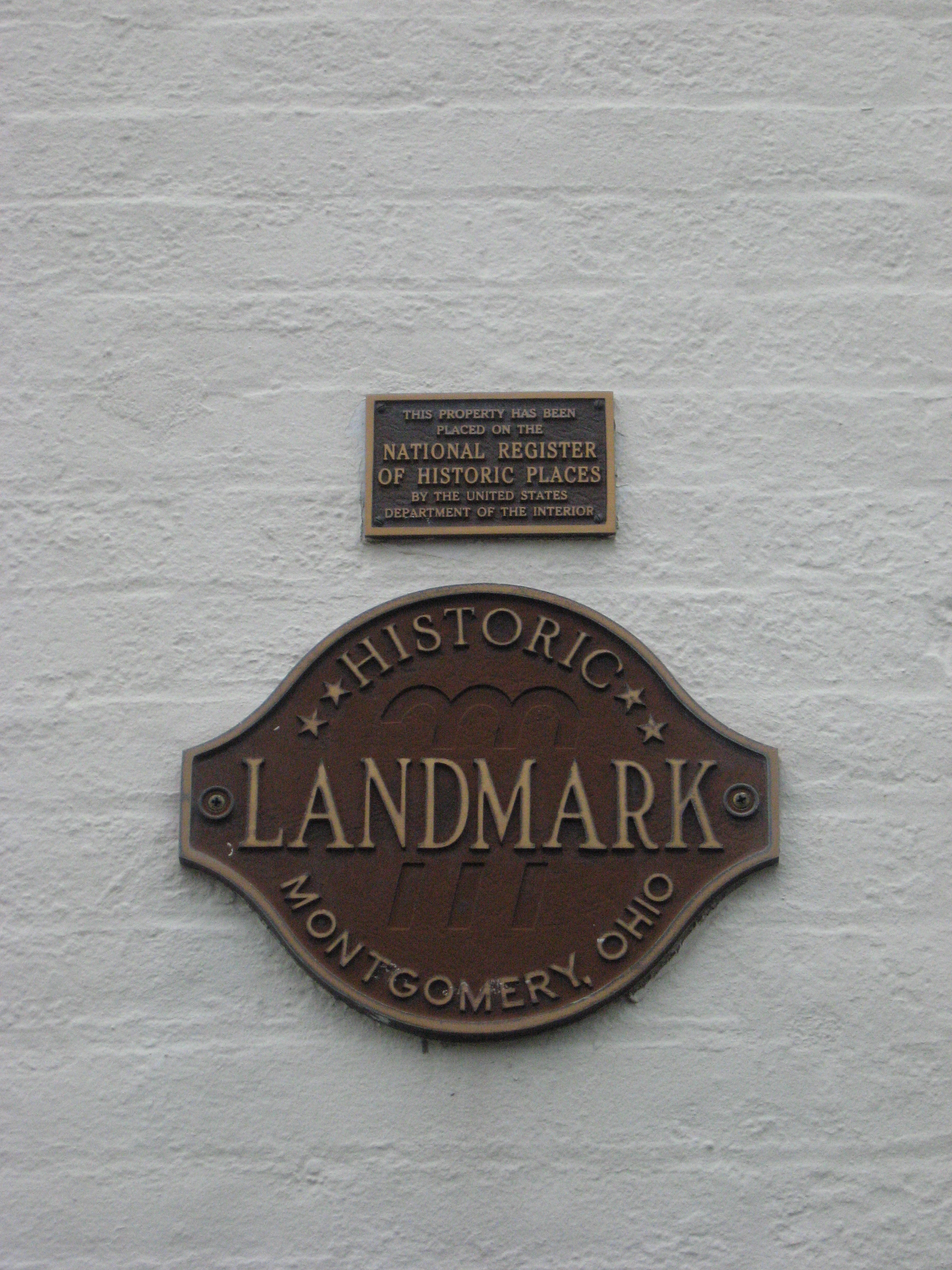
Un'alternativa di placche. Gli edifici del registro nazionale sono spesso compresi anche nell'elenco delle società storiche locali.

### Esclusioni
Esistono casi specifici in cui le proprietà di solito non meritano l'iscrizione al registro nazionale. Come regola generale, i cimiteri, i luoghi di nascita, le tombe di personaggi storici, le proprietà possedute da istituzioni religiose o utilizzate per scopi religiosi, le strutture trasferite, gli edifici storici ricostruiti, le proprietà commemorative e le proprietà che hanno raggiunto una notevole importanza negli ultimi cinquant'anni non sono qualificabili per l'inserimento nel registro. Vi sono, tuttavia, delle eccezioni ai casi precedenti; alcune attenuanti consentono di includere in uno di tali gruppi proprietà riservate.

### Proprietà in elenco
Un'iscrizione al registro nazionale dei luoghi storici è un riconoscimento governativo per un distretto, sito, edificio o proprietà storici. Tuttavia, il registro è principalmente "uno status onorario con degli incentivi finanziari federali" Il registro nazionale dei luoghi storici comprende automaticamente tutti i luoghi storici nazionali (NHL) e tutte le aree storiche gestite dal National Park Service. I luoghi storici come questi includono i siti storici nazionali (NHS), i parchi storici nazionali, i parchi militari nazionali (campi di battaglia), i memoriali nazionali e alcuni monumenti nazionali. Occasionalmente, sono elencati anche siti storici fuori dai confini del paese, ma collegati agli Stati Uniti, come la legazione americana a Tangeri.
L'iscrizione al registro nazionale non limita l'utilizzo delle proprietà ai possessori di beni privati. Alcuni stati e comuni, tuttavia, potrebbero avere norme che diventano effettive quando una proprietà è presente nel registro nazionale. Se si tratta di denaro federale o di un processo di autorizzazione federale, viene invocata la sezione 106 della legge nazionale sulla preservazione storica del 1966. La sezione 106 impone all'agenzia federale coinvolta di valutare l'effetto delle sue azioni sulle risorse storiche. Legalmente, il consiglio di consulenza per la conservazione storica (ACHP) ha il ruolo più importante per la sezione 106 della legge. La sezione richiede che il direttore di qualsiasi agenzia federale con giurisdizione diretta o indiretta di un progetto che possa influire su una proprietà in elenco o idonea alla iscrizione al registro nazionale dei luoghi storici, debba prima fare rapporto al consiglio consultivo. Il direttore di detta agenzia ha il dovere di "tenere conto del risultato dell'iniziativa" della proprietà sul registro nazionale, nonché di offrire al consiglio una ragionevole opportunità di esprimersi.
Sebbene la sezione 106 non imponga esplicitamente ai direttori di agenzia federale l'interazione con il consiglio (ACHP), la sua consulenza ha un'influenza pratica, soprattutto alla luce degli obblighi statutari della legge nazionale (NHPA) che impongono alle agenzie federali di "tener conto del risultato dell'iniziativa".
Nei casi in cui l'ACHP determini che l'azione federale avrà un "risultato negativo" sulle proprietà storiche, si procede per la mitigazione. In genere, viene creato un memorandum d'intesa (MOA) con il quale le parti coinvolte concordano una soluzione. Molti stati hanno leggi simili alla sezione 106. Contrariamente alle condizioni relative a un distretto storico designato federalmente, le ordinanze municipali che governano i distretti storici locali spesso limitano alcune tipologie di variazioni alle proprietà. Pertanto, possono proteggere la proprietà più di quanto non faccia un'iscrizione al registro nazionale.
La legge sul dipartimento dei trasporti (Department of Transportation Act), approvata il 15 ottobre 1966, lo stesso giorno della legge nazionale sulla preservazione storica, includeva disposizioni riguardanti la conservazione storica. Questa legge è decisamente più generica di quella della sezione 106 del NHPA in quanto si riferisce a proprietà differenti da quelle iscritte al registro.
Il linguaggio più generico ha permesso che più proprietà e parchi potessero godere dello status di aree protette con questa legislazione, una politica di sviluppo senza precedenti in tutta la sua storia. La Corte Suprema degli Stati Uniti ha stabilito nel caso Citizens to Preserve Overton Park v. Volpe del 1971 che i parchi potessero avere lo stesso status di protezione dei "siti storici".

## Galleria di foto

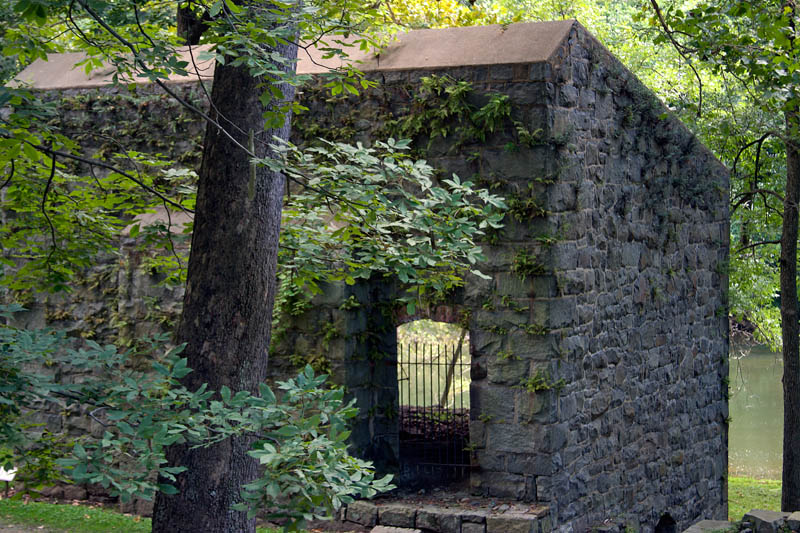
Eleutherian Mills (1803) a Wilmington nel Delaware, inserita nel 1966.
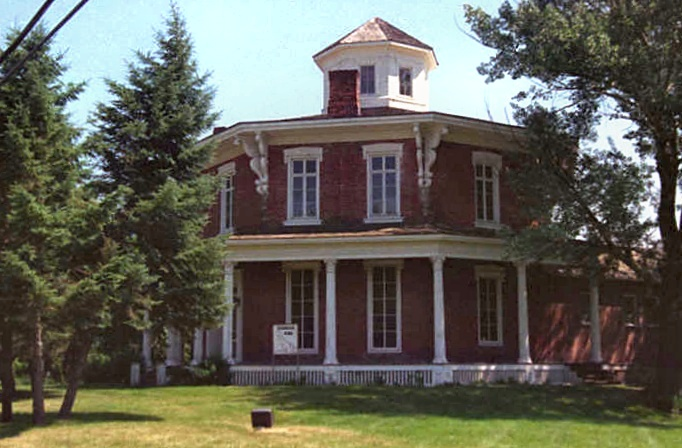
Loren Andrus Octagon House (1860) a Washington in Michigan, inserita nel 1971.
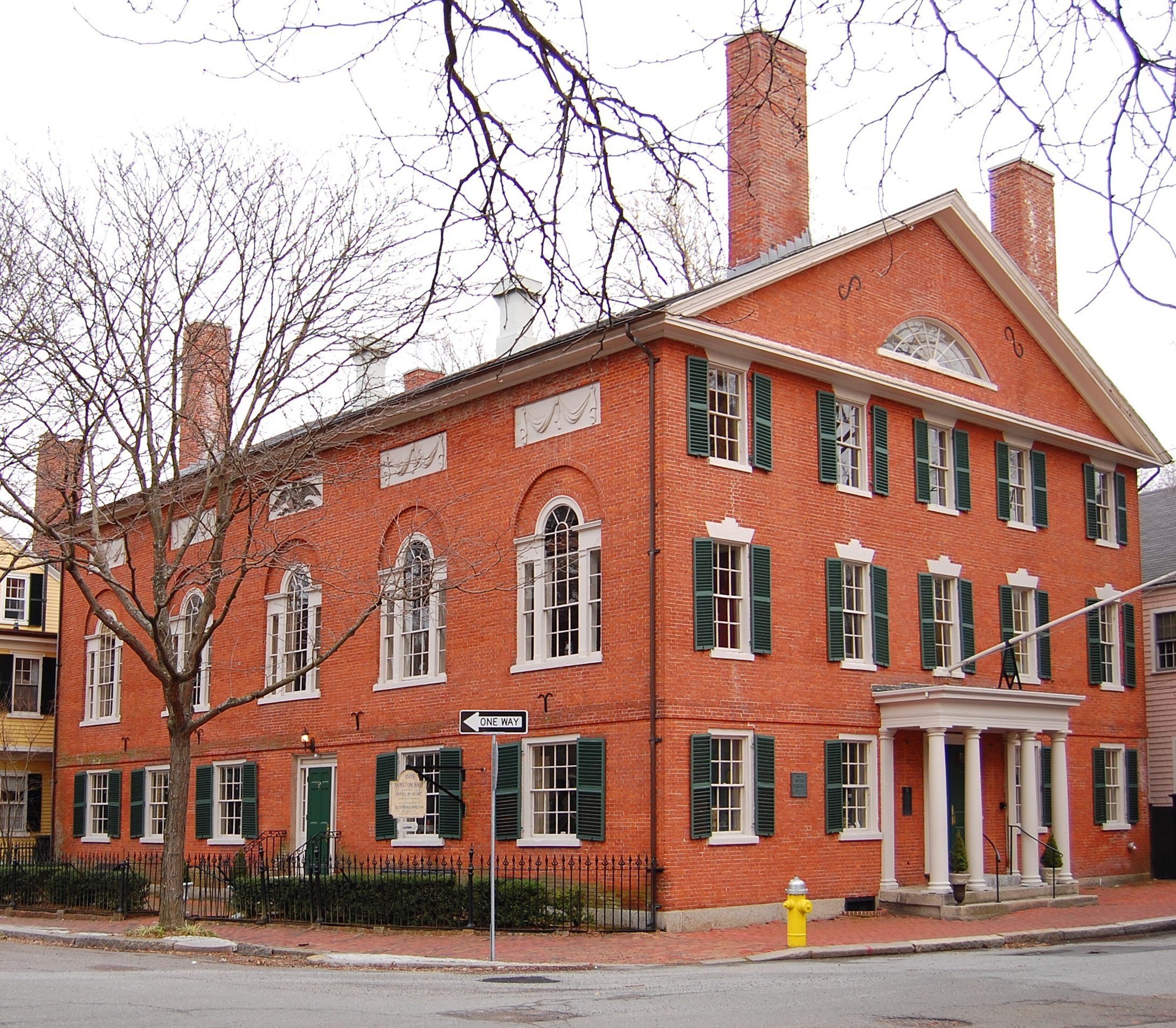
Hamilton Hall (1805 di Samuel McIntire) a Salem nel Massachusetts, inserita nel 1972.
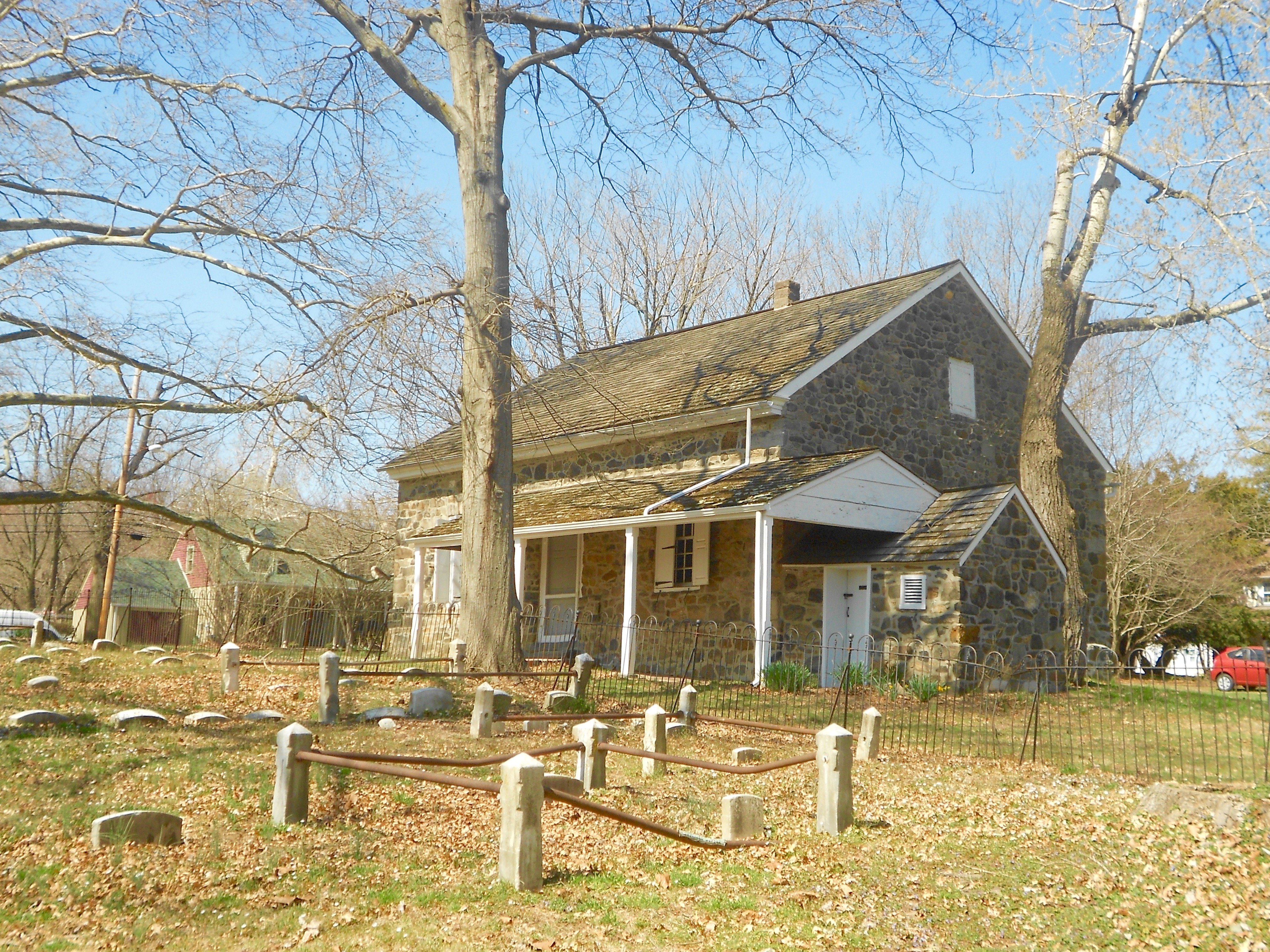
Chichester Friends Meetinghouse (1688 e 1769) nei pressi di Boothwyn del Upper Chichester Township nella contea di Delaware in Pennsylvania, inserita nel 1973.
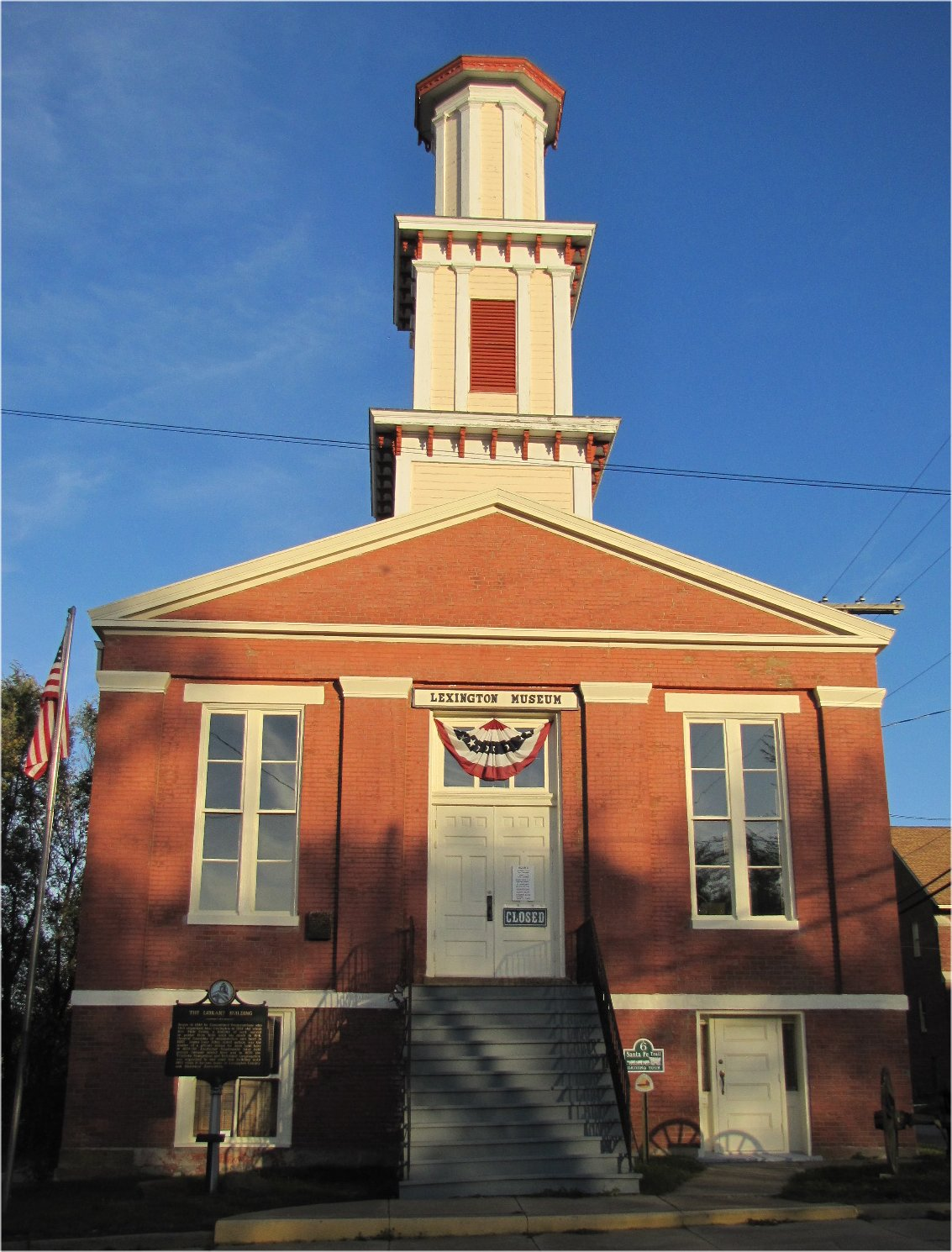
Lexington Historical Museum (1846) a Lexington nel Missouri, inserita nel 1978.
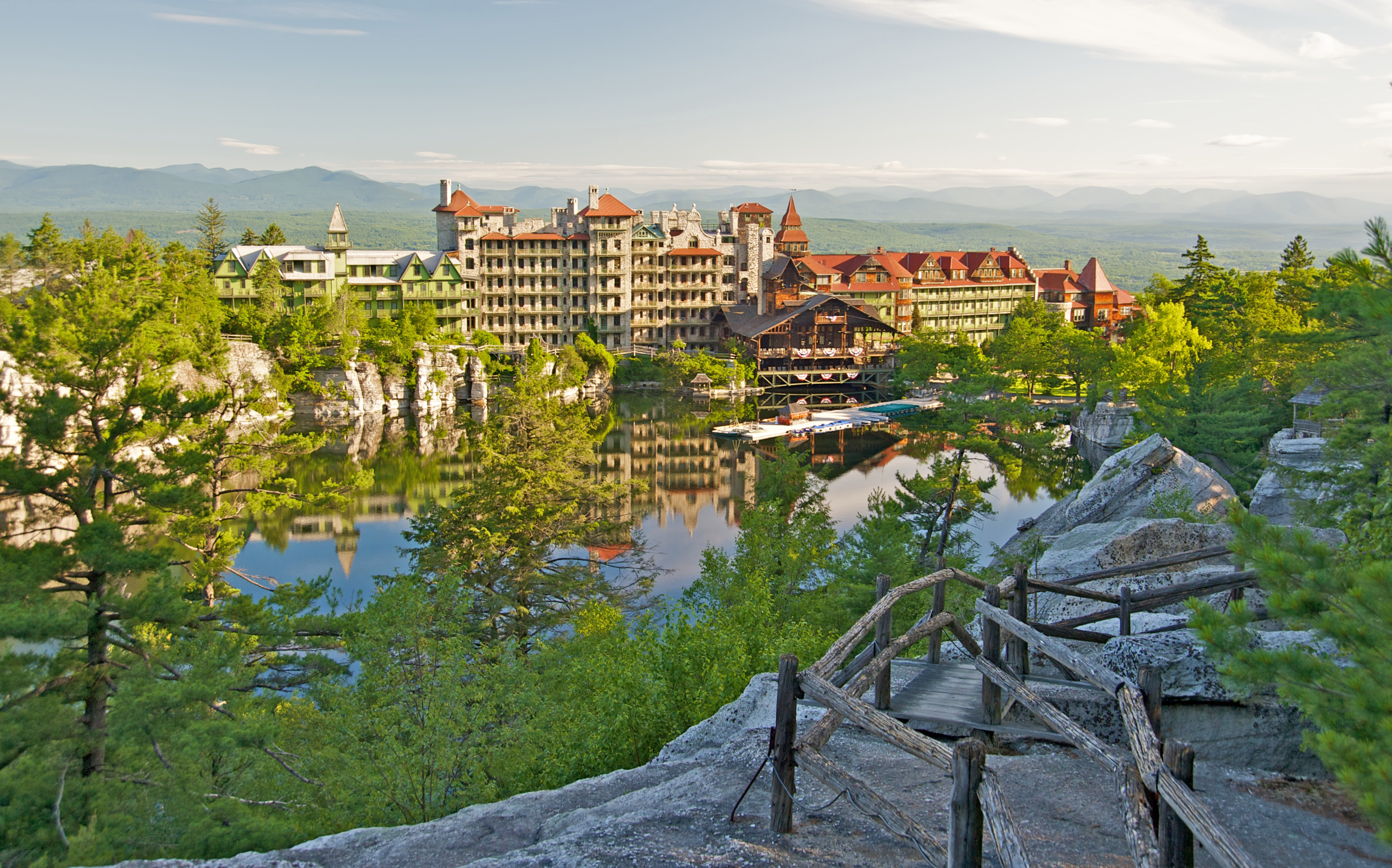
Lake Mohonk Mountain House (1869–1910) sul Shawangunk Ridge nella contea di Ulster di New York, inserita nel 1973.
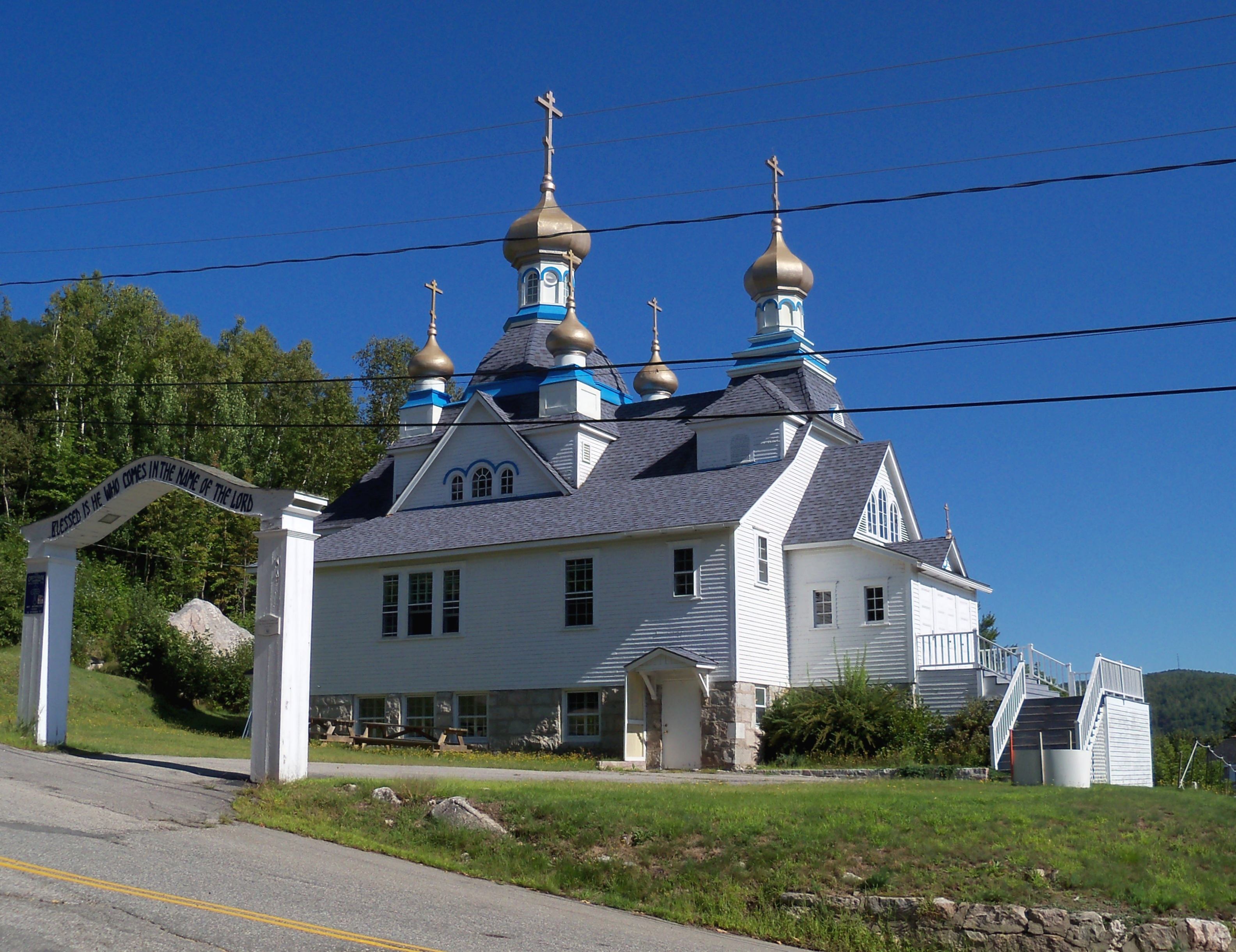
Holy Resurrection Orthodox Church (1915) a Berlin nel New Hampshire, inserita nel 1979.
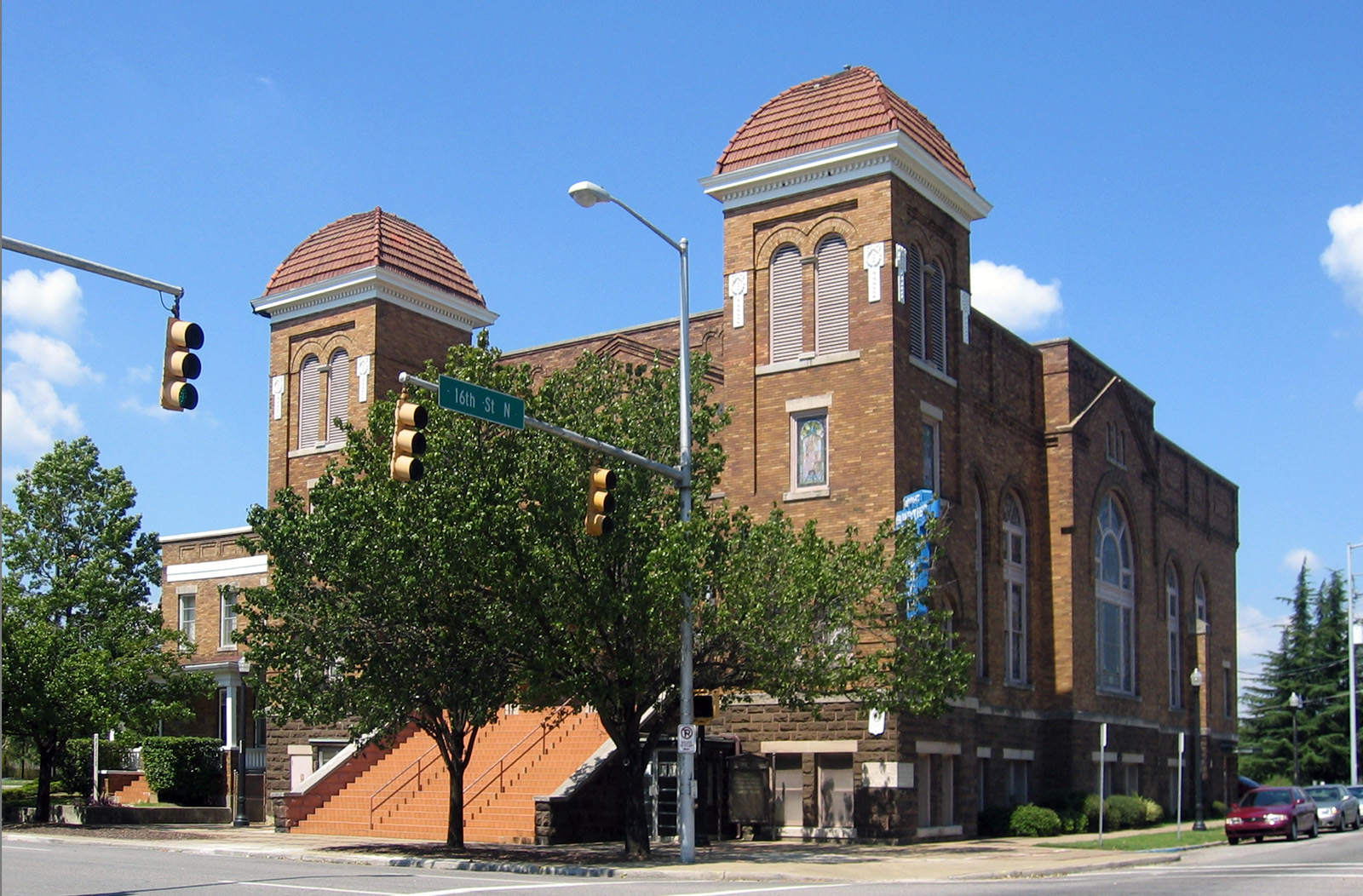
16th Street Baptist Church (1911) a Birmingham in Alabama, inserita nel 1980, ha ricevuto un Save America's Treasures Grant nel 2006.
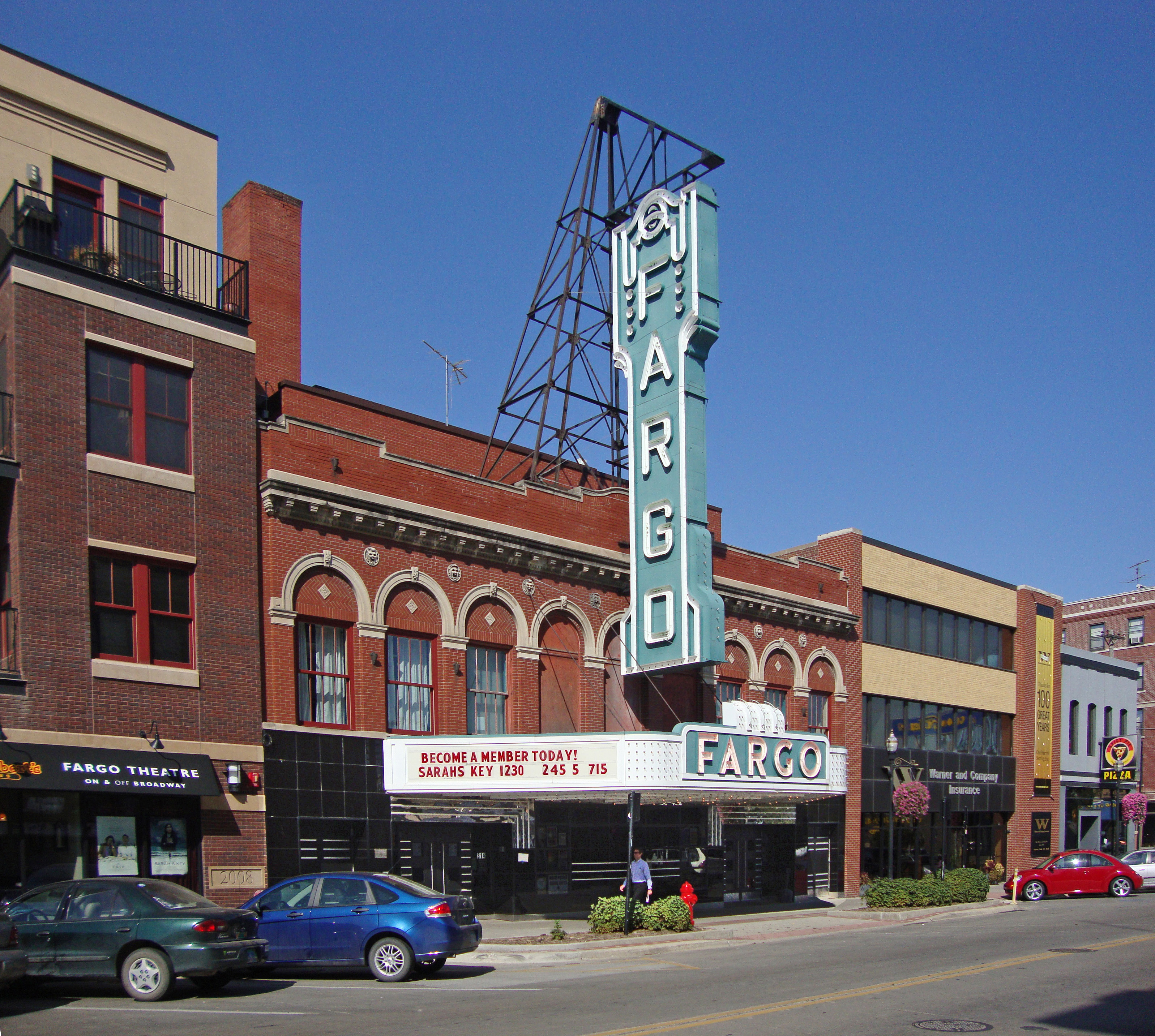
Fargo Theatre (1926) a Fargo nel Dakota del nord, inserita nel 1982.
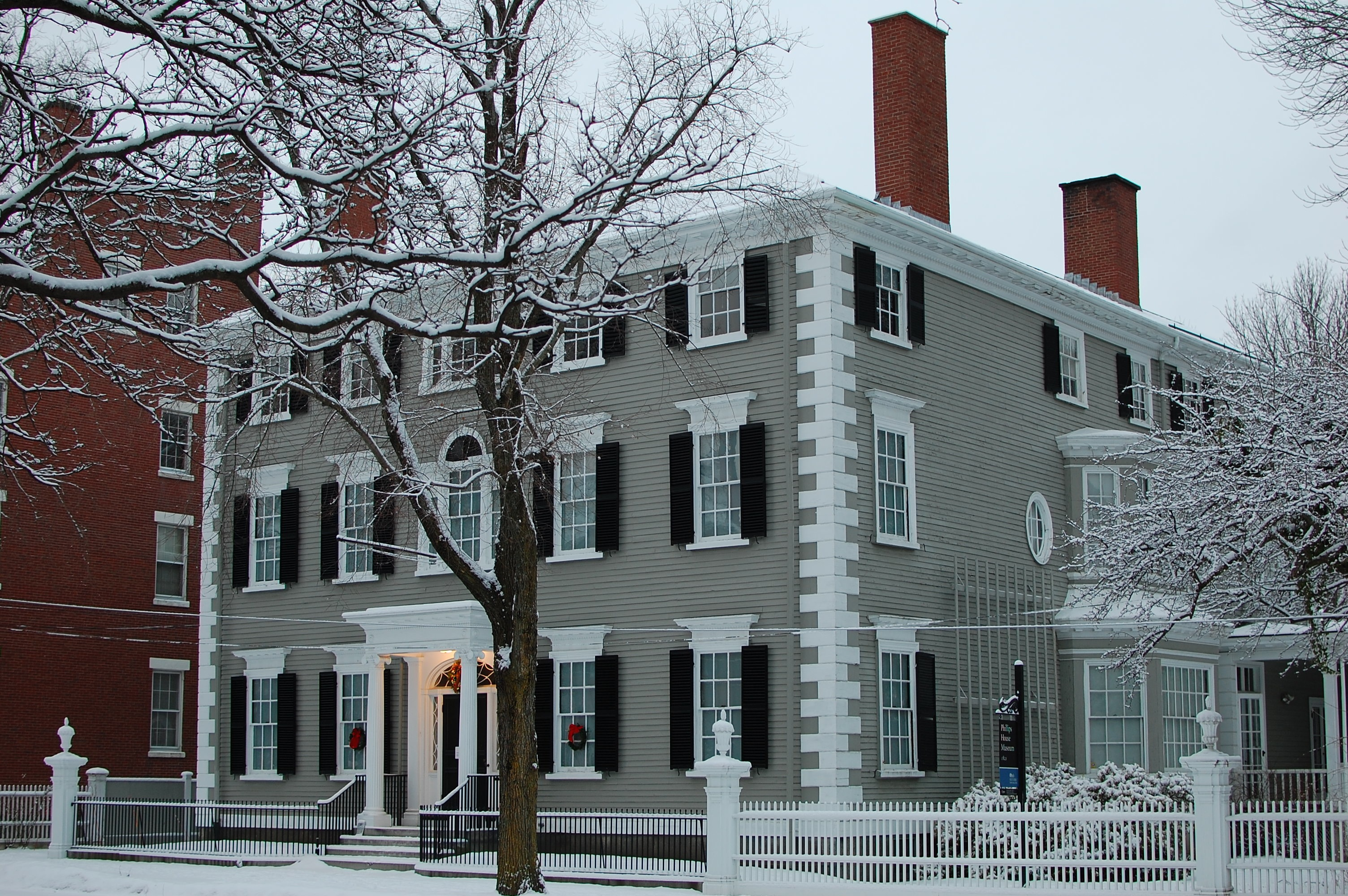
Stephen Phillips House (1800 di Samuel McIntire) a Salem nel Massachusetts, inserita nel 1983.
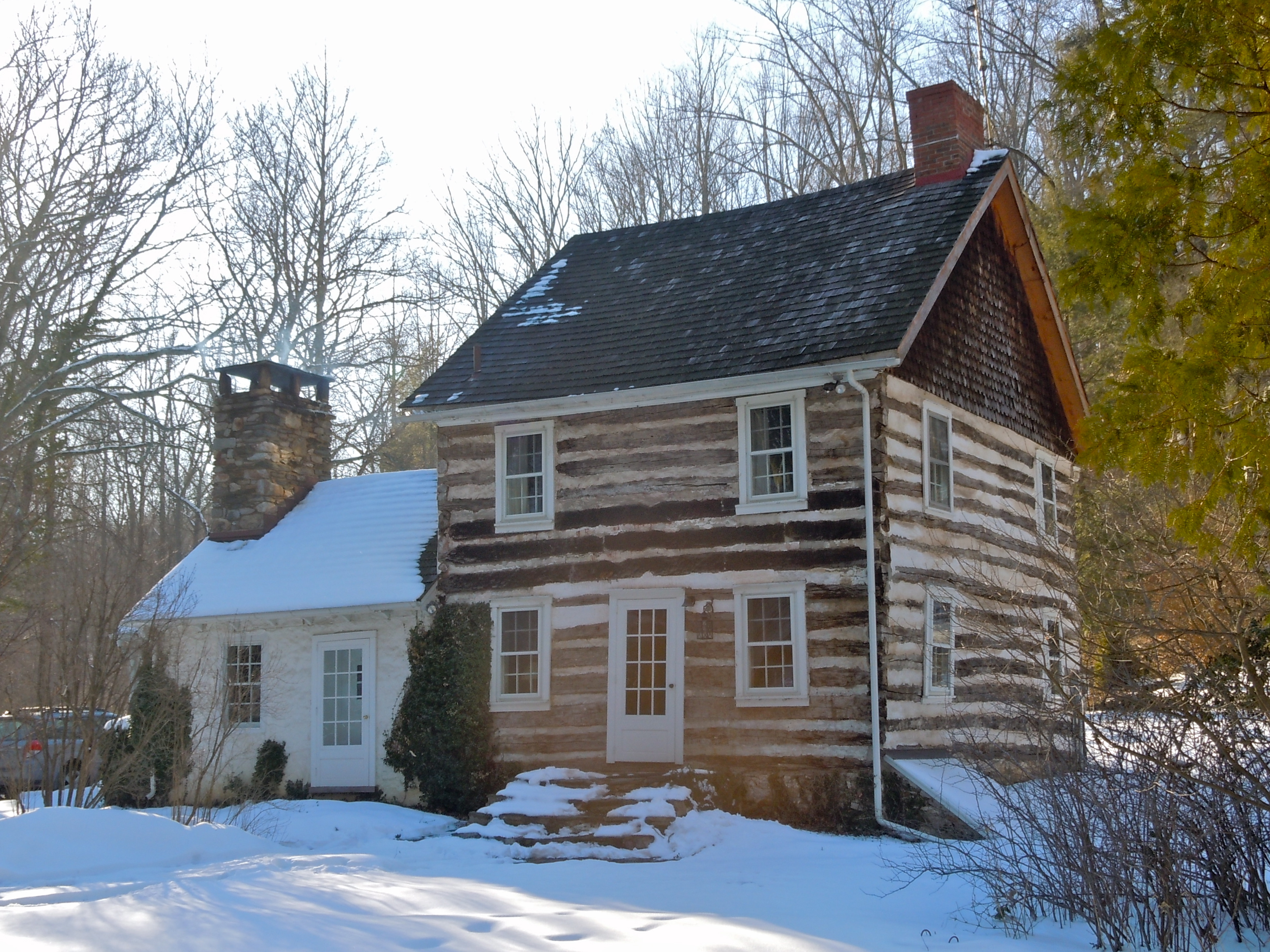
Log Cabin (c. 1795) all'interno del Green Valley Historic District e facente parte di East Marlborough Township e Newlin Township in Pennsylvania, inserita nel 1985.
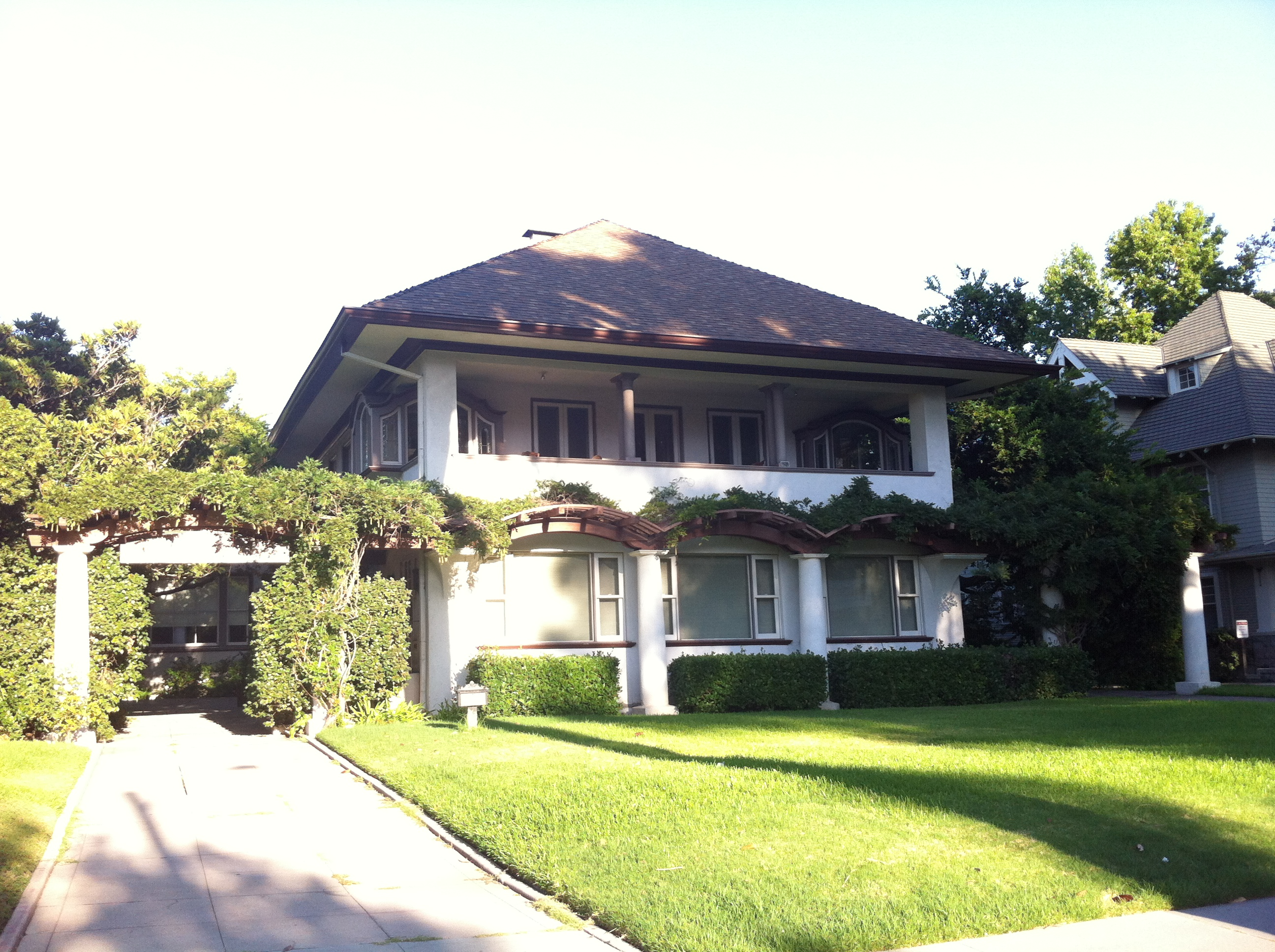
Edmund Blinn House ora sede del Circolo cittadino femminile di Pasadena
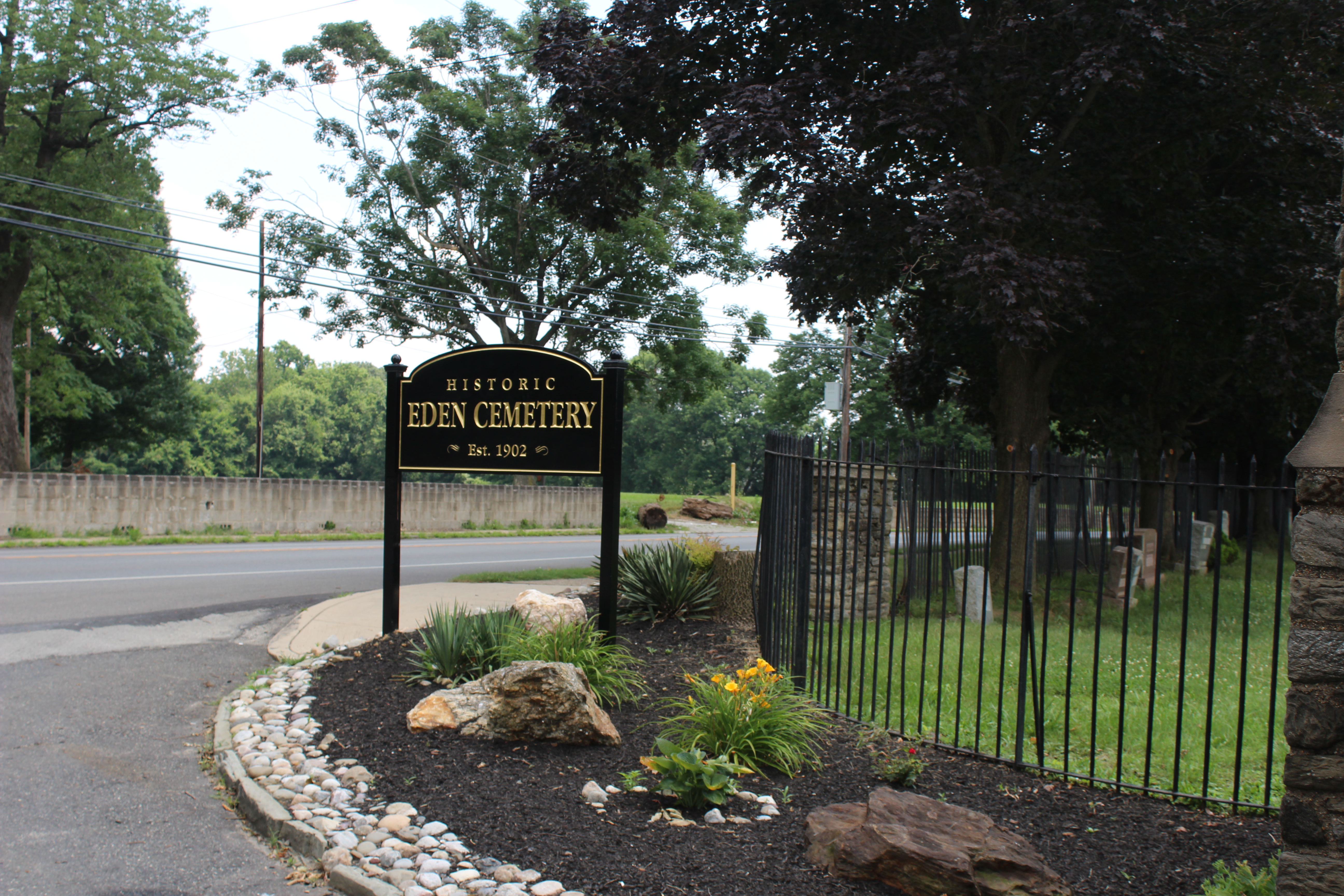
Cimitero di Eden, Collingdale, Pennsylvania, aggiunto al NRHP in data 13 dicembre 2010, al numero di riferimento 10001031

### Proposte per multiproprietà

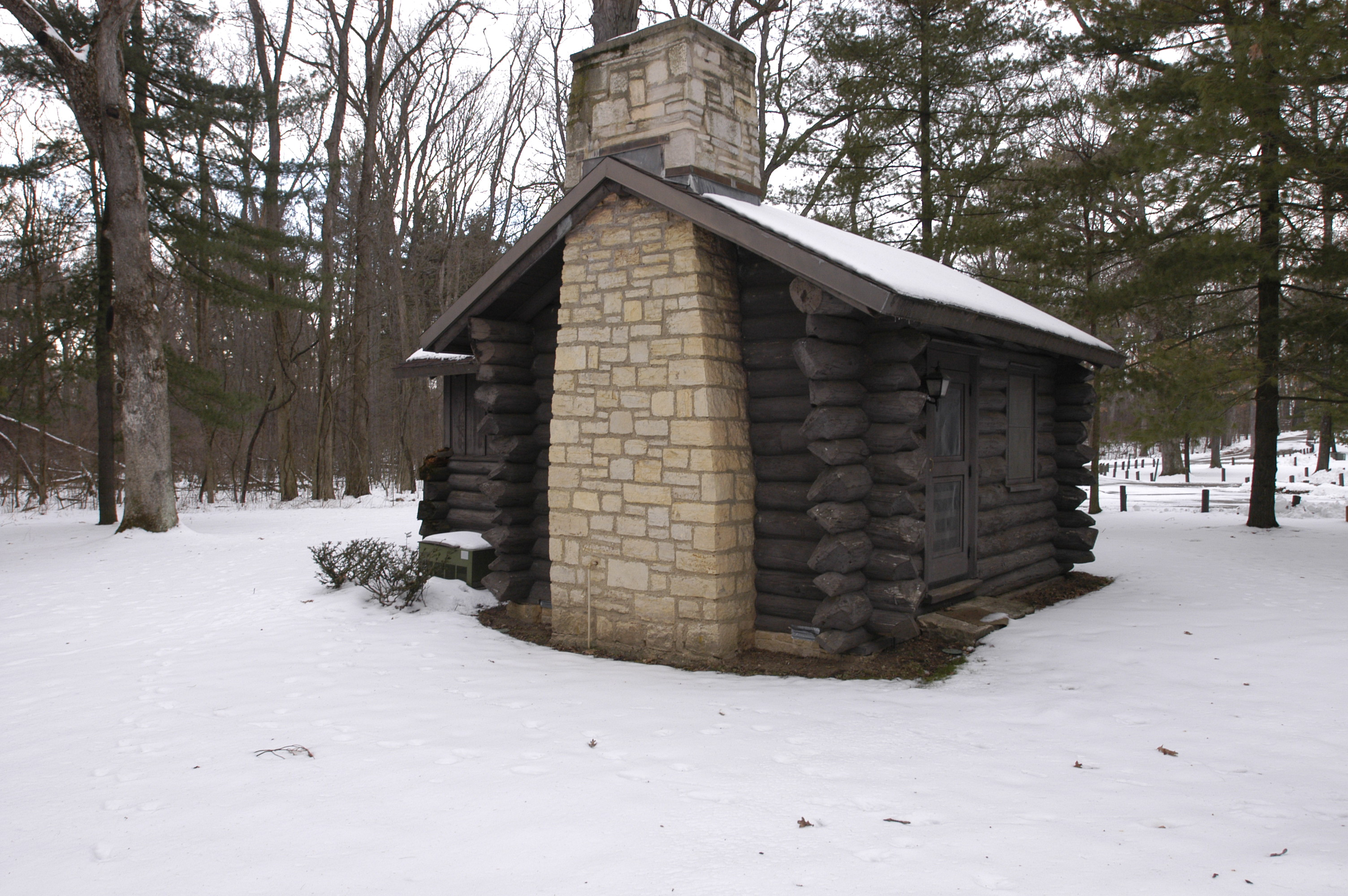
Le baite e lo chalet del parco statale della foresta di White Pines, nell'Illinois, fanno parte di una proposta per multiproprietà.

Una proposta per multiproprietà (MPS) è un elenco tematico per complesso del registro nazionale dei luoghi storici che consiste in proprietà collegate che condividono un soggetto comune e possono essere presentate come complesso. Queste proposte devono soddisfare determinati criteri di base affinché il complesso delle proprietà venga inserito nel registro nazionale.
La procedura parte dal modulo di documentazione per multiproprietà, che funge da documento di presentazione piuttosto che da candidatura al registro nazionale dei luoghi storici. Lo scopo della documentazione è stabilire la base di idoneità per i complessi di proprietà. Le informazioni relative al modulo possono essere utilizzate per candidare e registrare simultaneamente complessi di proprietà storiche o per stabilire i criteri per quelle proprietà che potrebbero essere candidate in futuro. Pertanto, nel tempo possono verificarsi supplementi ad una proposta di questo tipo.
La candidatura delle singole proprietà in una proposta per multiproprietà viene eseguita allo stesso modo delle altre. Il nome del "complesso tematico" indica il soggetto storico delle proprietà. Si considera come "elenco di multiproprietà". Una volta che un complesso o una singola proprietà viene candidata ed iscritta al registro nazionale, il modulo di documentazione, combinato con i singoli moduli per la candidatura al registro nazionale dei luoghi storici, costituisce una proposta per multiproprietà. Esempi di MPS sono la proposta di multiproprietà della contea di Lee, i magazzini di Omaha, i piloni perimetrali del distretto originario di Columbia e le biblioteche di Carnegie dell'Illinois. Prima che il termine "proposta per multiproprietà" fosse introdotto nel 1984, tali elenchi erano noti come "risorse tematiche", come la risorsa tematica della gestione passeggeri delle stazioni ferroviarie o "aree di risorsa multipla".

## Categorie di beni

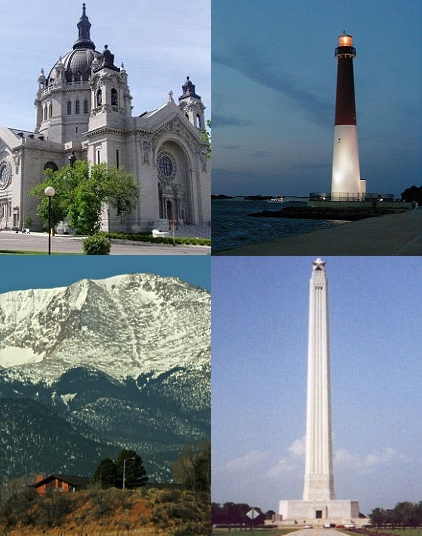
In senso orario dall'alto a sinistra: un edificio, una struttura, un oggetto e un sito – sono tutti esempi di categorie di proprietà del registro nazionale dei luoghi storici.

Le proprietà elencate rientrano in genere in una delle cinque categorie generiche, anche se ci sono considerazioni particolari per altre tipologie di proprietà che rientrano in una o più sottocategorie specifiche. Le cinque categorie generiche per le proprietà del registro nazionale sono: edificio, struttura, sito, distretto e oggetto. Inoltre, i distretti storici si distinguono in proprietà contribuenti e non contribuenti.

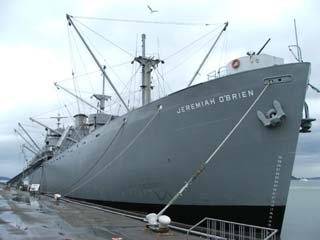
La nave SS Jeremiah O'Brien della classe Liberty, un esempio di nave elencata nel registro nazionale. Questa nave è anche un monumento storico nazionale.

Gli edifici, così definiti dal registro nazionale, sono distinti in senso tradizionale. Esempi sono case, fienili, hotel, chiese o costruzioni simili. Sono costruiti principalmente per dare protezione all'uomo. Il termine edificio, così come fabbricato annesso, può essere utilizzato per riferirsi a unità storicamente e funzionalmente collegate, come un tribunale e una prigione o un fienile e una casa.
Le strutture differiscono dagli edifici in quanto sono costruzioni funzionali pensate a utilizzi differenti che dare protezione all'uomo. Alcuni esempi possono essere aerei, sili granari, gazebo e ponti.
Gli oggetti sono di solito di natura artistica o di dimensioni ridotte rispetto a strutture ed edifici. Sebbene gli oggetti possano essere mobili, sono generalmente assegnati ad una collocazione o un ambiente specifici. Esempi di oggetti sono i monumenti, le sculture e le fontane.
I siti sono luoghi dove si sono verificati eventi significativi, che possono essere attribuibili alla storia recente o passata e rappresentano attività o edifici (ancora in piedi, in rovina o scomparsi). Quando i siti sono presenti nell'elenco, sono i luoghi stessi ad essere di interesse storico. Possiedono un valore culturale o archeologico indipendentemente dal valore di qualsiasi struttura attualmente esistente in quei luoghi. Esempi di tipologie di siti possono essere relitti di navi, campi di battaglia, aree campeggio, risorse naturali e ripari rocciosi.
I distretti storici richiedono un'attenzione, un collegamento o una continuità maggiori con le altre quattro categorie. Oggetti, strutture, edifici e siti situati in un quartiere storico sono connessi storicamente o esteticamente, per scelta o per natura del loro decorso.
Esistono diversi altre categorie di conservazione storica per le proprietà del registro nazionale dei luoghi storici che non possono essere classificate come semplici edifici e quartieri storici. Tramite il National Park Service, il registro nazionale pubblica una serie di bollettini studiati per aiutare nella valutazione e applicazione dei criteri nella disamina delle diverse categorie di proprietà. Sebbene i criteri siano sempre gli stessi, il modo in cui vengono applicati può differire leggermente, a seconda del tipo di proprietà coinvolta. I bollettini del registro nazionale descrivono l'applicazione dei criteri per i soccorsi alla navigazione, i campi di battaglia storici, i siti archeologici, le proprietà dell'aviazione, i cimiteri e i luoghi di sepoltura, i paesaggi ad assegnazione storica, i siti minerari, gli uffici postali, le proprietà collegate a figure importanti, le proprietà che acquistano importanza negli ultimi cinquant'anni, i paesaggi storici rurali, proprietà delle culture tradizionali, le navi e i relitti.

## Incentivi per i proprietari

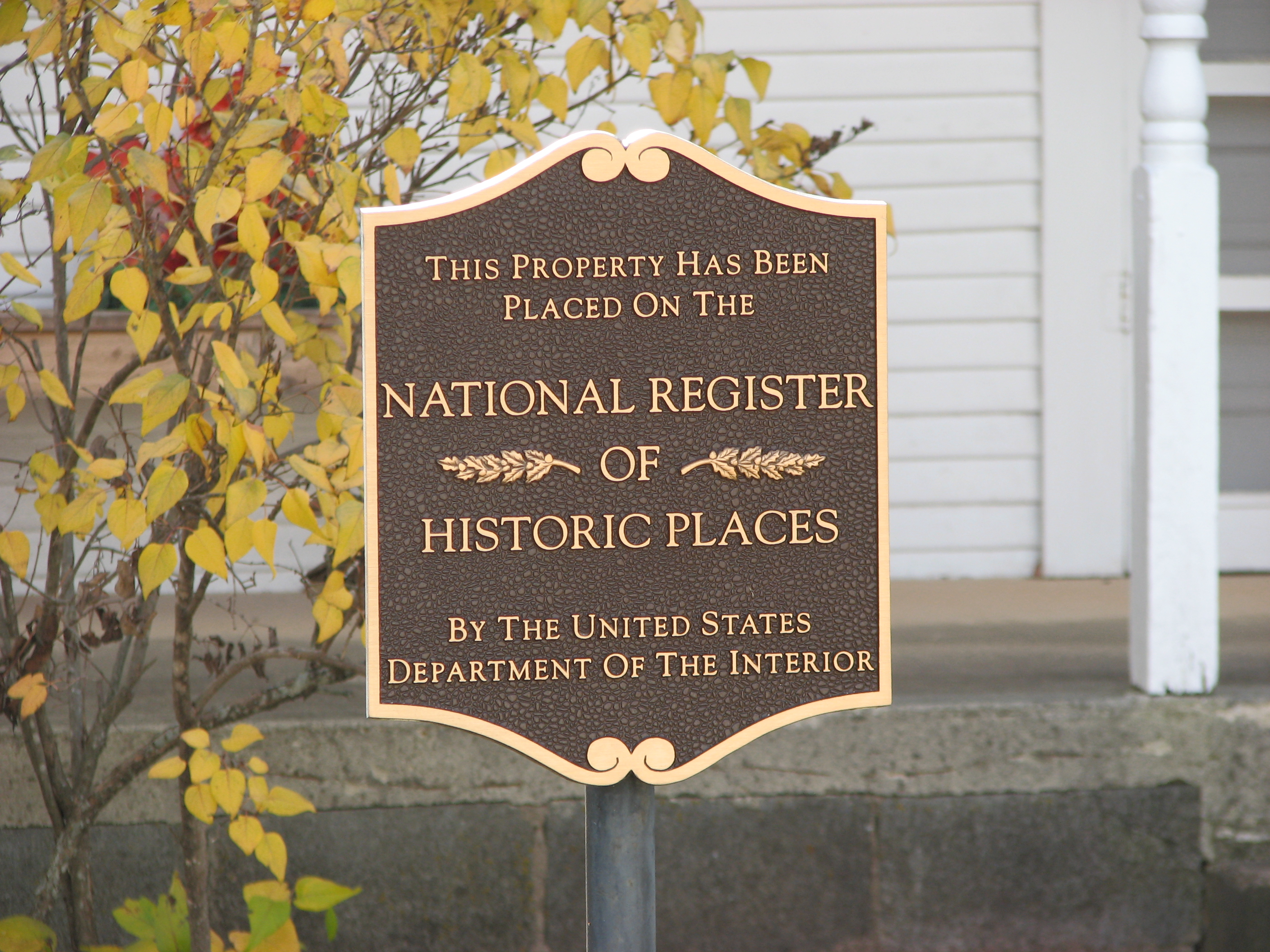
Una targa del Registro Nazionale dei Luoghi Storici al Museo Robert E. Howard a Cross Plains

Gli immobili non sono protetti in senso stretto dall'elenco federale. Gli stati e gli enti locali di zonizzazione possono scegliere o meno di proteggere i luoghi storici inseriti nell'elenco. Una protezione indiretta è possibile, tramite normative statali e locali sullo sviluppo degli immobili iscritti al Registro Nazionale e tramite incentivi fiscali. Al contrario, lo stato del Colorado, ad esempio, non impone alcun limite ai proprietari di immobili iscritti al Registro Nazionale.
Fino al 1976, gli incentivi fiscali federali erano praticamente inesistenti per gli edifici iscritti al Registro Nazionale. Prima del 1976, il codice fiscale federale favoriva le nuove costruzioni piuttosto che il riutilizzo di strutture esistenti, talvolta storiche. Nel 1976, il codice fiscale fu modificato per prevedere incentivi fiscali che promuovessero la conservazione degli immobili storici produttivi di reddito. Al National Park Service fu affidata la responsabilità di garantire che solo i restauri che preservassero il carattere storico di un edificio potessero beneficiare degli incentivi fiscali federali. Un restauro qualificato è un intervento che il National Park Service ritiene coerente con gli Standard per il Risanamento del Segretario degli Interni. Le proprietà e i siti elencati nel Registro, così come quelli situati e che contribuiscono al periodo di importanza dei Distretti Storici del Registro Nazionale, sono diventati idonei per i benefici fiscali federali.
I proprietari di immobili produttivi di reddito elencati individualmente nel Registro Nazionale dei Luoghi Storici o di immobili che contribuiscono alla creazione di risorse all'interno di un Distretto Storico del Registro Nazionale possono beneficiare di un credito d'imposta del 20% per il recupero di immobili storici. Il recupero può riguardare immobili commerciali, industriali o residenziali, destinati alla locazione. Il programma di incentivi fiscali è gestito dal Programma Federale per la Conservazione dei Beni Storici (Federal Historic Preservation Tax Incentives), gestito congiuntamente dal National Park Service, dai singoli Uffici Statali per la Conservazione dei Beni Storici e dall'Internal Revenue Service.

## Passato recente

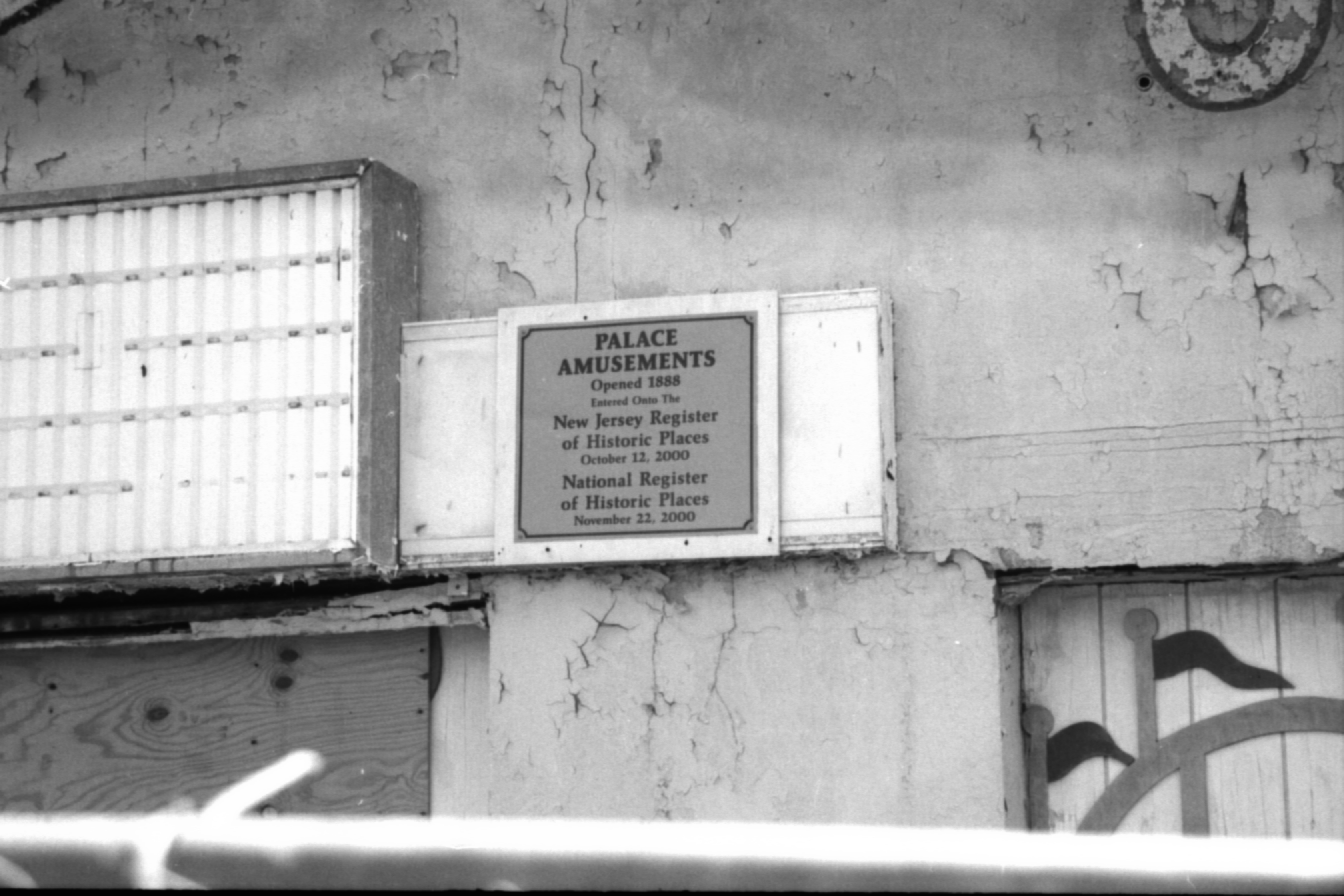
La targa presso il Palace Amusements di Asbury Park nel New Jersey (demolito nel 2004)

Nella conservazione storica americana, la regola dei 50 anni è in genere la credenza sostenuta per cui una proprietà debba avere almeno 50 anni per essere inserita nell'elenco nel registro nazionale dei luoghi storici. In realtà, non esiste una regola ferrea. Come affermato da John H. Sprinkle Jr., vicedirettore del Federal Preservation Institute, "questa" regola "è solo un'eccezione ai criteri che regolano le iscrizioni al registro nazionale dei luoghi storici. Delle otto "eccezioni" (o casi dei criteri), il caso G, per le proprietà che hanno acquisito importanza negli ultimi cinquant'anni, è probabilmente il principio di conservazione più noto, ma anche più frainteso in America".
Ogni anno, nuovi complessi di risorse superano la soglia dei 50 anni. Negli ultimi anni la conservazione di queste "giovani" risorse ha goduto di maggiore attenzione.

## Restrizioni
A partire dal 1999, sono state rimosse 982 proprietà dal registro, molto spesso a causa della loro distruzione. Tra le proprietà che sono state demolite o distrutte dopo la loro iscrizione ci sono il distretto storico di Jobbers Canyon a Omaha in Nebraska (iscritto nel 1979, demolito nel 1989), l'auditorium Pan-Pacific a Los Angeles in California (iscritto nel 1978, distrutto da un incendio nel 1989), il Palace Amusements ad Asbury Park nel New Jersey (iscritto nel 2000, demolito nel 2004), il night club Balinese Room a Galveston nel Texas (iscritto nel 1997, distrutto dall'uragano Ike nel 2008), e sette dei nove edifici che si trovano nel distretto storico dell'università del Connecticut a Storrs, nel Connecticut (iscritti nel 1989, demoliti nel 2017).